# Museo delle tradizioni musicali
Il Museo delle tradizioni musicali rappresenta con la sua collezione la cultura musicale e le tradizioni del territorio di Arsoli e della Media Valle dell'Aniene. Il Museo è inserito nel Sistema Museale Territoriale Medianene e nel Sistema Museale Territoriale Demos ed è un punto di riferimento per la storia della cultura musicale del territorio.

## Storia
Il Museo delle tradizioni musicali nasce da un progetto scientifico realizzato nei primi anni del Duemila. Nel territorio si sono concentrati molti studi di etnomusicologia ed antropologia che hanno portato ad approfonditi studi sul campo. In virtù delle importanti tradizioni e del territorio, e per la tutela e la salvaguardia di tematiche legate alla musica e agli strumenti musicali, è nato il progetto di allestimento del Museo. 
La prima idea di costituire un museo ad Arsoli si è manifestata nel 1994 con l’iniziativa “Facciamo insieme il nostro museo” dove vennero raccolti circa seicento oggetti. Il percorso di valorizzazione delle tradizioni civili, religiose e contadine del comune di Arsoli si è sviluppato però in particolar modo a partire dal 2000, grazie ad un progetto proposto dal comune denominato "Arsoli Città Museo". Il progetto ha visto diversi sviluppi fino a giungere, nel 2005, all'idea di costituire un Ecomuseo all'interno del paese, che prevedeva quattro luoghi espositivi e laboratoriali: il Museo delle Tradizioni Musicali, il Museo Etnografico, il Museo Laboratorio delle Arti e Centro di Documentazione e il Museo dell’Acqua, della Terra e del Bosco. Ad oggi sono stati realizzati il Museo delle Tradizioni Musicali e un museo etnografico diffuso, inaugurato nel 2018, dedicato a Claudio Bruni.
Il Museo delle tradizioni musicali è stato il primo ad essere realizzato, inaugurato nel 2006, e la collezione è conservata in un unico grande ambiente con volta a botte dell'antico palazzo noto con il nome di ex-Granaio Massimo, appartenuto ai Massimo, una storica famiglia di principi romani che possiede il Castello di Arsoli. L'esposizione si compone di strumenti musicali della tradizione bandistica e religiosa, strumenti agro pastorali, strumenti di tradizione artigiana e un archivio completo di spartiti, documenti, immagini e registrazioni sonore e visive.

## Collezione
La collezione si è formata grazie alle donazioni di oggetti, fotografie e memorie da parte dei cittadini di Arsoli e di strumenti da banda donati dalla Famiglia Massimo. All'interno del Museo si trova anche una ricostruzione del Castello Massimo di Arsoli realizzata da un cittadino. Sono presenti due postazioni informatiche che consentono di consultare un database con documenti, immagini, video e audio.
Il Museo è diviso in quattro sezioni e sono esposti principalmente oggetti musicali, ma anche documenti e fotografie che restituiscono il contesto musicale di Arsoli e della Valle dell'Aniene. Tra le foto esposte una particolare importanza hanno quelle della bottega di Marco Cignitti, musicista e costruttore di strumenti tradizionali. Il percorso e la disposizione degli oggetti si articola in quattro argomenti che mostrano la destinazione d'uso degli oggetti: strumenti pastorali, artigiani, rituali e bandistici.

### La tradizione musicale pastorale
In questa sezione sono esposti alcuni strumenti riferibili alla cultura pastorale. Questi strumenti sono realizzati con differenti materiali derivati direttamente dal mondo naturale, connessi alla disponibilità di materiali propri di questo contesto territoriale. Tra questi strumenti è possibile trovare flauti e trombe di corteccia, flauti di canna, clarinetti di canna, zampognetta di canna, corni di animali e campanacci. Lo strumento più rappresentativo di questa tradizione è la zampogna e in particolare quella specifica di questo territorio che è la zampogna zoppa. Questo strumento rappresenta probabilmente uno dei modelli di aerofoni a sacco bicalamo più antichi d'Italia. 

### Gli strumenti degli artigiani
I saperi degli artigiani si manifestano in questa sezione del museo attraverso la raccolta di strumenti musicali usati da calzolai, barbieri, falegnami che, spesso, si dilettavano di musica allietando anche la clientela. Si riunivano generalmente in piccoli gruppi od orchestre e talvolta venivano commissionati anche per serenate e feste. Gli strumenti che venivano usati prevalentemente erano a corda, ma erano utilizzati anche organetti e tamburelli. Nelle vetrine dedicate a questa sezione si trovano rappresentati un organetto, un tamburo a frizione (detto localmente pilaccia), un triangolo (acciarinu) e alcuni tamburelli, utilizzati nella tradizione locale frequentemente anche dalle donne.

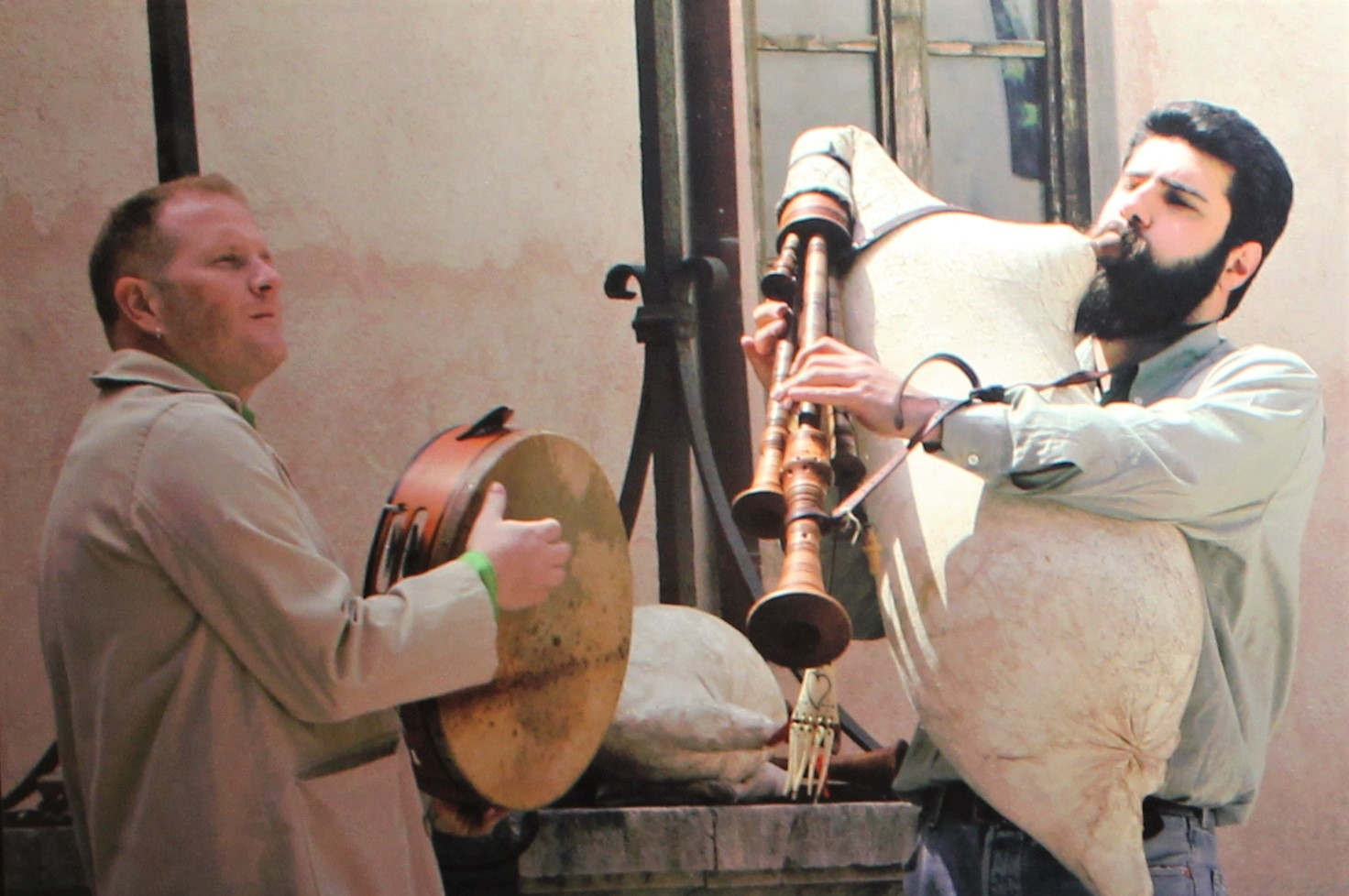
Gli strumenti pastorali, zampogna e tamburello. Nella prima foto: Marco Cignitti (zampogna) e Angelo Giuliani (tamburello)
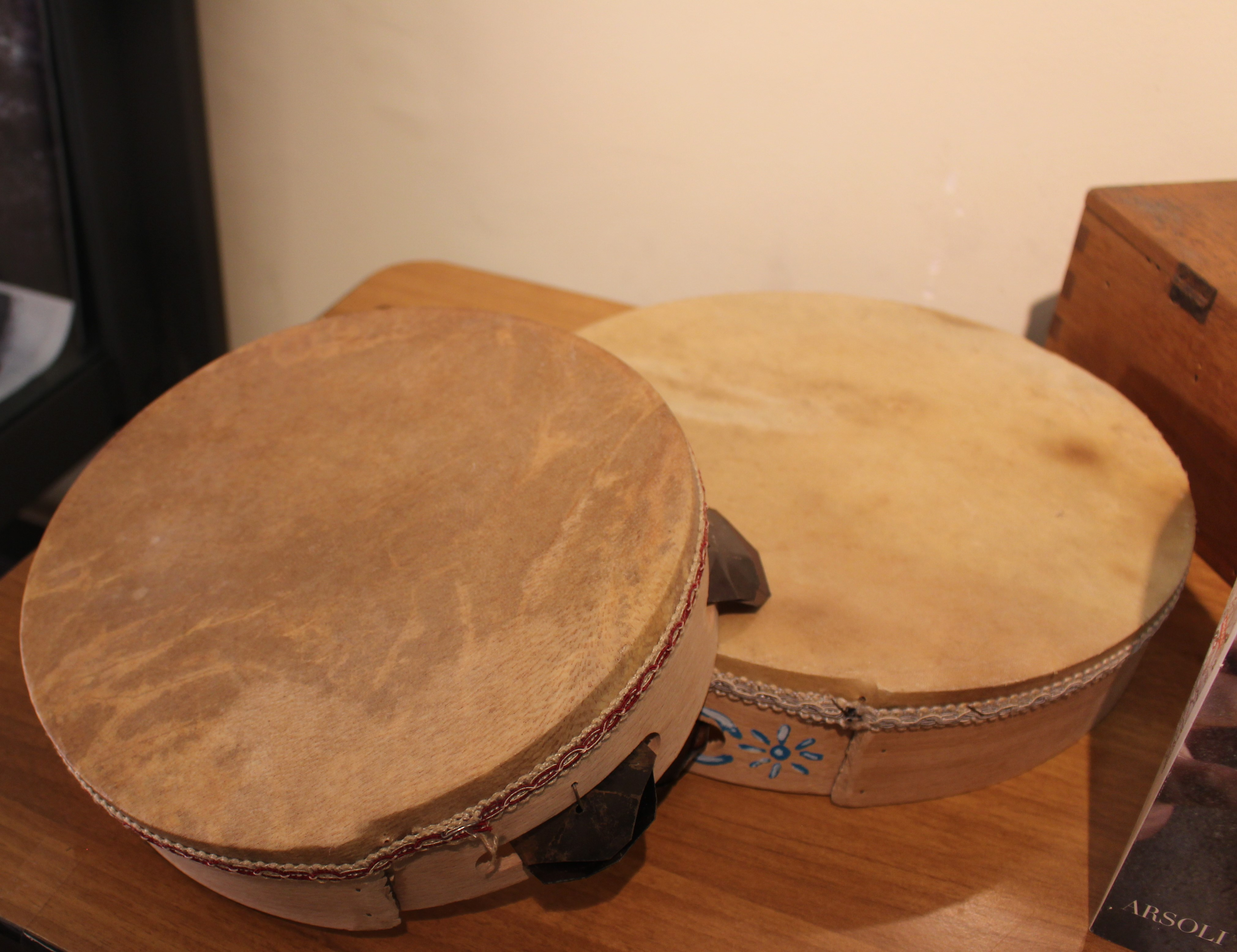
Gli strumenti degli artigiani, dettaglio tamburelli.
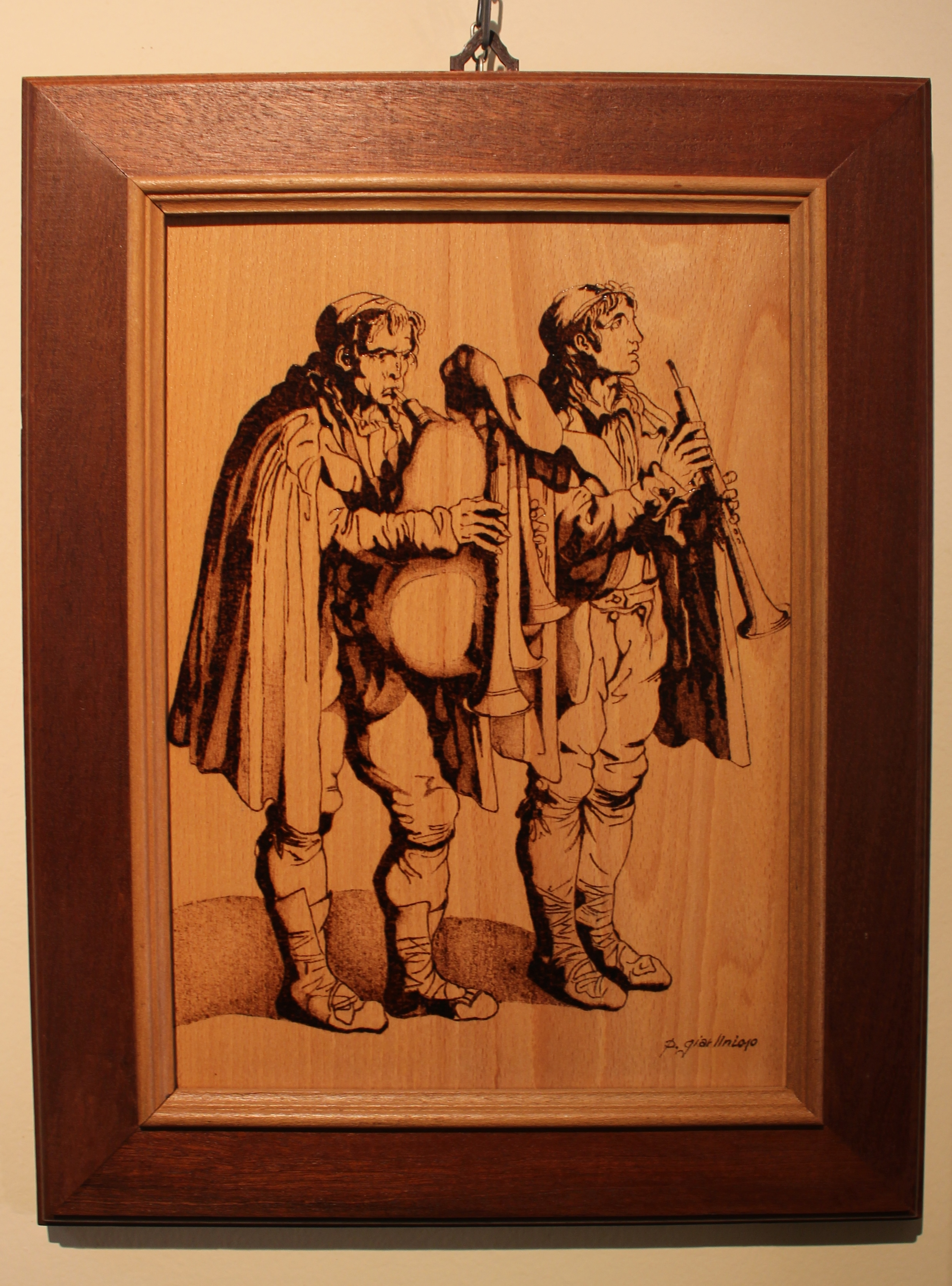
Gli strumenti pastorali, la zampogna.

### La musica sacra e devozionale
La religiosità è un aspetto importante delle tradizioni musicali della Valle dell'Aniene. La musica religiosa esprime due aspetti della devozione, quella popolare e quella liturgica: alla prima appartengono gli inni dedicati ai santi locali, al ciclo delle feste annuali e i canti di pellegrinaggio, per la seconda si trovano invece i canti della liturgia, prerogativa delle Scholae Cantorum. Sono diversi gli strumenti che venivano usati in occasione di specifici eventi liturgici e conservati presso il museo: tra questi è possibile trovare esposti una raganella, una tabella e il crotalo a tavolette.
Tra i canti devozionali più diffusi nel territorio vi è quello legato al pellegrinaggio della Santissima Trinità: nel museo sono presenti documentazioni fotografiche, filmati e riproduzioni sonore, libretti devozionali con i testi dei canti e uno stendardo della compagnia di Arsoli, che annualmente si reca al santuario. 

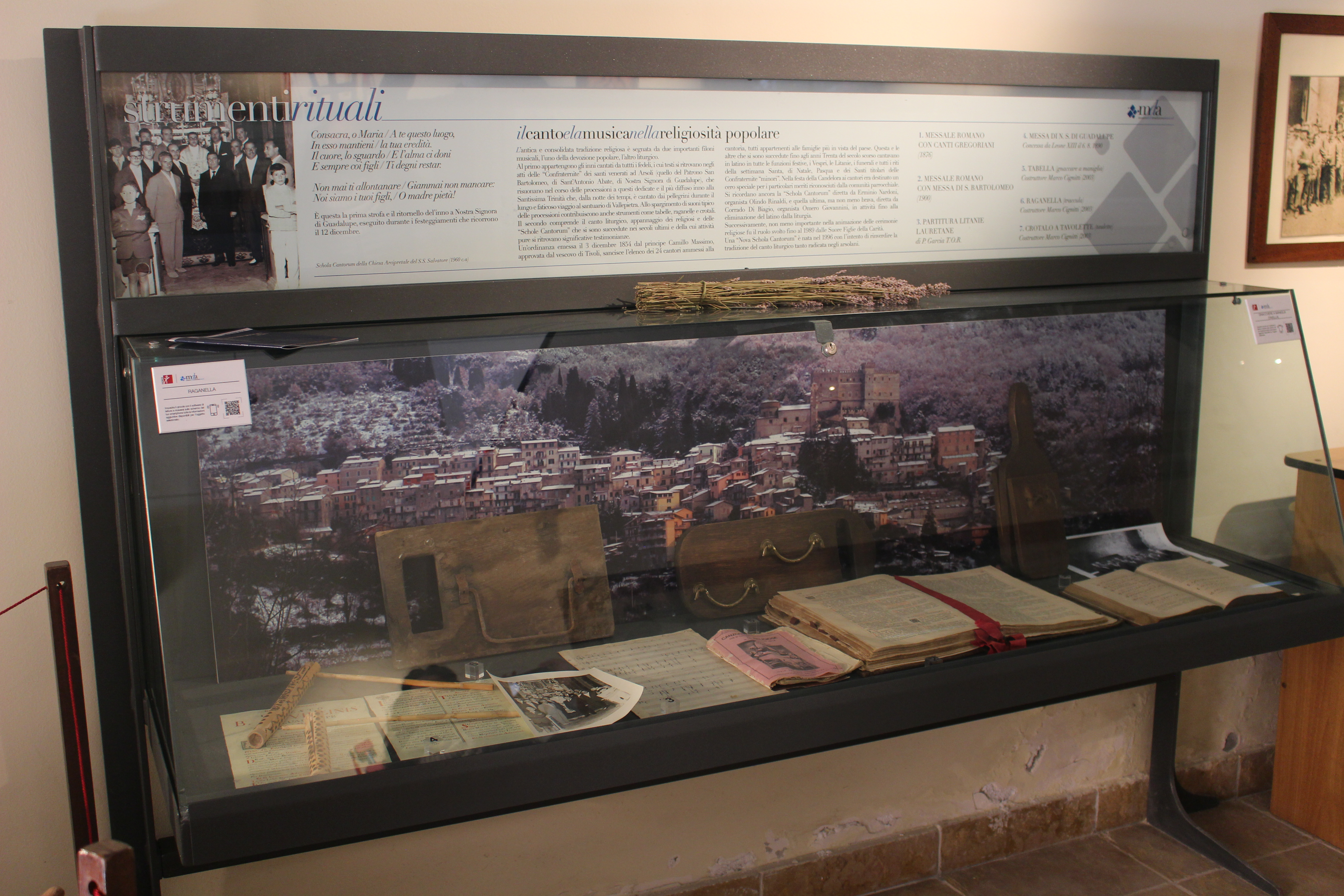
Sezione musica sacra e devozionale, gli strumenti rituali.
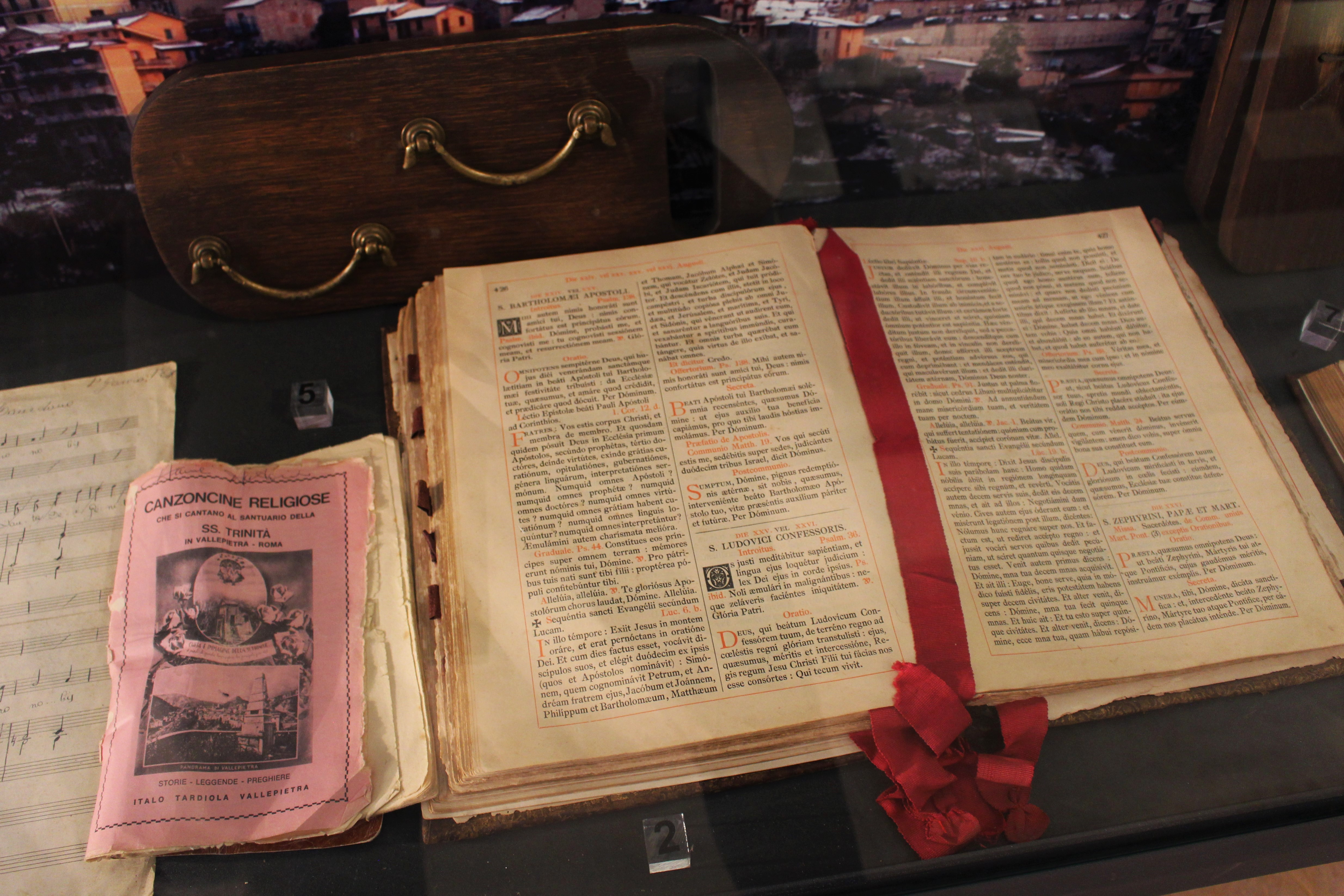
Sezione musica sacra e devozionale. Il pellegrinaggio alla Santissima Trinità, testo con canti religiosi e messale.
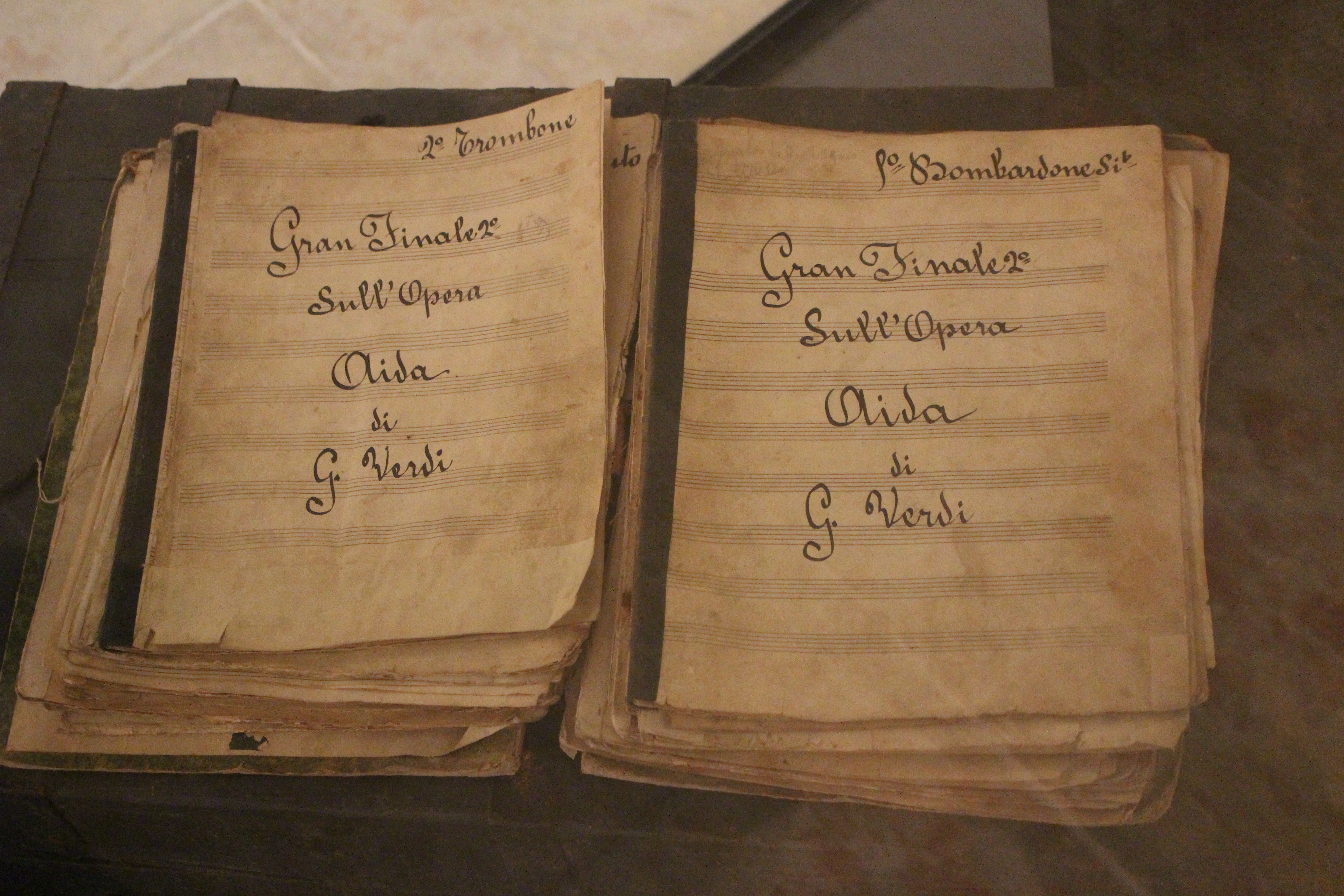
Partitura per trombone dell'Aida di Verdi.
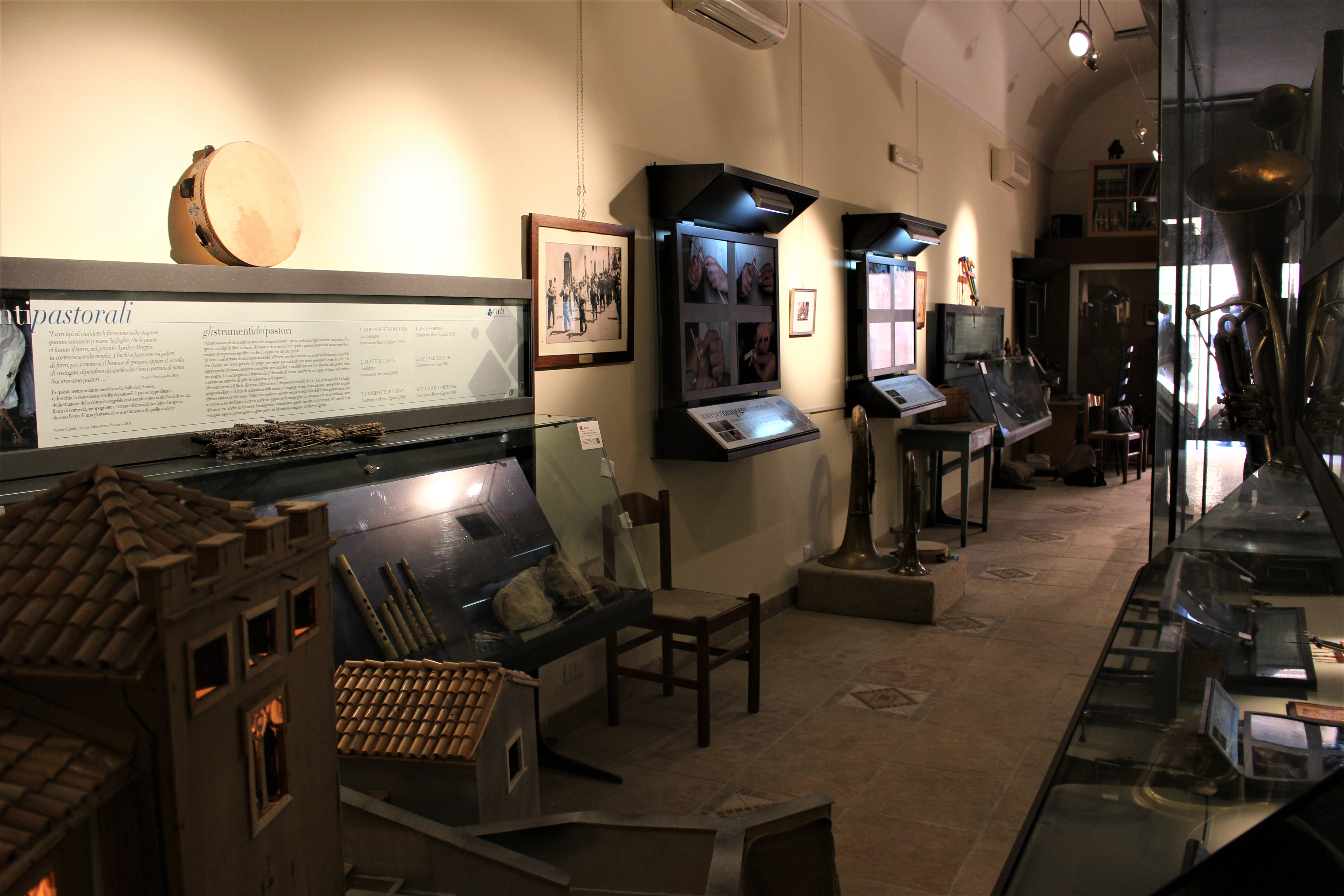
A sinistra teca con strumenti della tradizione pastorale. A destra teca con strumenti della banda.

### La tradizione bandistica
La tradizione bandistica costituisce un ulteriore importante aspetto storico ed esperienziale della comunità di Arsoli. Nel tempo diverse bande musicali cittadine si sono succedute connotando un particolare fenomeno sociale e culturale ed operando anche un importante ruolo di alfabetizzazione. Le vicende della banda si intrecciano con la Famiglia Massimo, che ha provveduto per diverso tempo alla dotazione di strumenti della banda e agli stipendi. Nella sezione del museo dedicata a questa importante tradizione si trovano diversi oggetti: flicorni, trombe, bassi a tracolla, contrabbassi e una grancassa appartenuti alle bande musicali dell’Ottocento. Inoltre, è presente una raccolta di spartiti musicali autografi, e documenti fotografici storici delle bande arsolane nel corso dei secoli.